# Roger Brugué Ayguadé
Roger Brugué Ayguadé, conegut com a Brugui (Bàscara, Alt Empordà, 4 de novembre de 1996), és un futbolista professional gironí que juga en la posició d'extrem al Llevant UE.

## Trajectòria esportiva
Va iniciar la seva trajectòria futbolística al Futbol Club Bàscara on hi va jugar en les etapes de pre-benjamí i benjamí. Tot seguit, va continuar formant-se al CF Peralada on va jugar-hi a les categories d'Aleví i el primer any d'Infantil. El segon any d'infantil va fer el salt a la UE Figueres on va acabar tota la seva etapa de formació. En el seu últim any com a juvenil, va debutar al primer equip fent el seu primer gol contra el FC Vilafranca inaugurant així la seva conta golejadora a tercera divisió essent encara juvenil. Brugué aquell any va disputar 70 minuts en 6 partits amb el primer equip.
L'any següent, amb 19 anys i amb fitxa del primer equip de la UE Figueres, va concloure la temporada a tercera divisió amb un balanç de 3 gols en 30 partits, 8 dels quals va ser titular, jugant un total de 1105 minuts. Va ser a l'estiu del 2016 quan el Club Gimnàstic de Tarragona va fer oficial el traspàs per tal que s'unís al seu filial (CF Pobla de Mafumet).
El 28 d'octubre de 2017, Brugué va fer el seu debut amb el primer equip de Club Gimnàstic de Tarragona a Segona Divisió, en la 12a jornada davant el CD Lugo. La temporada 2016-17, el punta va marcar sis gols amb el CF La Pobla de Mafumet en els 36 partits que va disputar i, des de l'ascens de Rodri com a tècnic del primer equip, va esdevenir una peça important per al Nàstic. El 12 de gener de 2018, el Nàstic va renovar el davanter fins al 30 de juny de 2020. Durant la temporada 2018-19, jugaria bastants partits amb l'equip dirigit per José Antonio Gordillo a Segona Divisió.
L'1 de juliol de 2021, com a agent lliure, Brugui va fitxar per un equip de La Liga, després d'arribar a un acord amb el Llevant UE, tot i que fou cedit al CD Mirandés de segona divisió el 12 d'agost.
De tornada al Llevant el juliol de 2022, Brugui va esdevenir titular durant la temporada 2024-25, marcant 11 gols, la millor marca de la seva carrera, i el club va aconseguir l'ascens a la màxima categoria. El 2 de juny de 2025 va renovar el seu contracte fins al 2028.

## Palmarès
Llevant
- Segona divisió: 2024–25